# Municipio de Augusta (Arkansas)
El municipio de Augusta (en inglés: Augusta Township) es un municipio ubicado en el condado de Woodruff en el estado estadounidense de Arkansas. En el año 2010 tenía una población de 2598 habitantes y una densidad poblacional de 8,47 personas por km². Se encuentra a orillas del río Blanco, un afluente del Misisipi.

## Geografía
El municipio de Augusta se encuentra ubicado en las coordenadas 35°16′54″N 91°19′35″O / 35.28167, -91.32639. Según la Oficina del Censo de los Estados Unidos, el municipio tiene una superficie total de 306.77 km², de la cual 300.06 km² corresponden a tierra firme y (2.18%) 6.7 km² es agua.

## Demografía
Según el censo de 2010, había 2598 personas residiendo en el municipio de Augusta. La densidad de población era de 8,47 hab./km². De los 2598 habitantes, el municipio de Augusta estaba compuesto por el 56.81% blancos, el 40.26% eran afroamericanos, el 0.23% eran amerindios, el 0.12% eran asiáticos, el 0.08% eran isleños del Pacífico, el 1.04% eran de otras razas y el 1.46% pertenecían a dos o más razas. Del total de la población el 1.89% eran hispanos o latinos de cualquier raza.